# FC Union Niederrad 07
FC Union Niederrad 07 is een Duitse voetbalclub uit het Frankfurtse stadsdeel Niederrad. De club was in de jaren twintig en dertig tijdelijk de derde sterkste club van de stad. Tot in de jaren zeventig speelde de club nog in de hogere amateurreeksen, maar zakte dan weg naar laagste reeksen. Buiten één seizoen in de Landesliga in 1989/90 speelt de club al jaren enkel in lokale stadscompetities. 

## Geschiedenis
De club werd op 22 juli 1907 opgericht. In deze tijd waren er al vele clubs in Frankfurt en de club speelde in het begin in de lagere reeksen. Na de Eerste Wereldoorlog speelde de club voor het eerst in de hoogste klasse van de Zuidmaincompetitie. In het tweede seizoen werd de club derde. Hierna ging de competitie op in de Maincompetitie, die aanvankelijk uit vier reeksen bestond en over twee seizoenen werd teruggebracht naar één reeks. In het eerste seizoen werd de club groepswinnaar en verloor dan in de halve finale van VfL 03 Neu-Isenburg. In het tweede seizoen werden ze slechts vijfde, waardoor de tweede schifting niet overleefd werd. Na één seizoen slaagde de club erin om weer te promoveren. Na een paar middelmatige seizoenen werd de club in 1928/29 samen met FSV Frankfurt gedeeld tweede. Beide clubs gingen naar de Zuid-Duitse eindronde, waarin ze samen in een groep van acht clubs verdeeld werden. Niederrad eindigde vijfde, terwijl FSV de groepswinst pakte. In deze tijd was William Townley de trainer, echter was hij te duur om hem langer dan 15 maanden aan te houden. Het volgende seizoen eindigde Niederrad opnieuw gedeeld tweede, nu ook nog met Rot-Weiß 01 Frankfurt erbij. De drie tweede plaatsen speelden een play-off voor de twee eindrondetickets en Niederrad verloor van FSV en was uitgeschakeld. Het volgende seizoen werden ze derde en ze gingen weer naar de eindronde, waar opnieuw de vijfde plaats behaald werd. Ook in 1931/32 werd de club derde, maar dit gaf geen recht meer op een tickt voor de eindronde. 
In 1933 kwam de NSDAP aan de macht in Duitsland en ze herstructureerden de competitie grondig. De Gauliga werd ingevoerd als nieuwe hoogste klasse en ondanks een vierde plaats in de Maincompetitie kwalificeerde Niederrad zich hier niet voor. Na één seizoen promoveerde de club al naar de Gauliga Südwest-Mainhessen. Na twee middelmatige seizoenen degradeerde Niederrad in 1936/37. Twee seizoenen later promoveerde de club weer. Vanaf 1941 speelde Union in de Gauliga Hessen-Nassau en bleef daar tot aan het einde van de oorlog, maar behaalde geen noemenswaardige resultaten. 
Na de oorlog werden alle Duitse clubs ontbonden. Per stadsdeel mocht één nieuwe club komen, in Niederrad was dat SG Niederrad. In 1946 werd FC Union dan heropgericht. De Oberliga Süd werd ingevoerd en uit Frankfurt mochten enkel de twee grote clubs deelnemen, Eintracht en FSV. Niederrad speelde in de Landesliga, wat de tweede klasse was tot de II. Liga werd ingevoerd in 1950. Van dan af speelde de club in de Amateurliga, nu de derde klasse. In 1959 degradeerde de club ook hieruit. De club kampte met financiële problemen en verzeilde begin jaren zeventig in de lagere reeksen. In de jaren tachtig ging het weer beter met de club en in 1989 promoveerde de club naar de Landesliga, maar kon het behoud daar niet verzekeren. Sindsdien speelt de club weer in de lagere reeksen. 